# فريدرش أمير هسن-كاسل
الأمير فريدرش (11 سبتمبر 1747 - 20 مايو 1837)؛ كان عضوًا أصغر سنًا في أسرة الحاكمة بـ لاندغريفية هسن-كاسل (أو هسن-كاسل)؛ وكان جنرالًا دنماركيًا.
فريدرش هو الابن الأصغر لـ فريدرش الثاني لاندغراف هسن-كاسل وزوجته الأولى الأميرة ماري ابنة جورج الثاني ملك بريطانيا العظمى، ترعرع الأمير في الدنمارك مع والدته وشقيقيه الكبار فيلهلم وكارل عند بلاط زوج خالته بجوار أبنائهما، منذ عقد 1760 تزوج شقيقيه من أميرات الدنمارك فيلهيلمين كارولين ولويز لذلك بقوا في الدنمارك، وأصبحوا أمراء مهمين وموظفين ملكيين، فشقيقه الأكبر لم يعود إلى كاسل حتى 1785 لما صعد إلى منصب الحاكم، في عام 1815 كان الأمير يقود الفيلق الملكي الدنماركي المساعد الذي تم تعبئته كجزء من التحالف السابع ضد فرنسا النابليونية.
منذ 1781 اشترى من شقيقه كارل ملكية قلعة رومبنهايم الواقعة في أوفنباخ أم ماين، وأصبحت مقراً لأسرته وأحفاده، ومنذ 2 ديسمبر 1786 تزوج من كارولين أميرة ناساو-أوزينغن ( 4 أبريل 1762 - 17 أغسطس 1823)؛ أنجبت له 8 أبناء بما ذلك:
- فيلهلم (24 ديسمبر 1787 - 5 سبتمبر 1867)؛ تزوج من شارلوت أميرة الدنمارك، لهم ذرية بما في ذلك الملكة لويز زوجة كريستيان التاسع ملك الدنمارك.
- ماري (21 يناير 1796 - 30 ديسمبر 1880)؛ تزوجت من غيورغ دوق مكلنبورغ-ستريليتس الأكبر ابن شقيق شارلوت ملكة بريطانيا، لهم ذرية بما في ذلك كارولين ماريان زوجة الثانية في المستقبل فريديريك السابع ملك الدنمارك.
- أوغوستا (25 يوليو 1797 - 6 أبريل 1889)؛ تزوجت من أدولفوس دوق كامبريدج ابن جورج الثالث ملك المملكة المتحدة (هو ابن خاله)، لهم ذرية فهما جدا ماري ملكة بريطانيا.

لاحقاً أصبح حفيده الأمير فريدرش فيلهلم رئيس أسرة هسن-كاسل منذ 1875 بعد انقراض الفروع الكبار، بصفته ناخب هسن فخرياً، لأن البلاد تم ضمها من قبل البروسيين، ومنذ 1968 أصبحوا رؤساء أسرة هسن وذلك بعد انقراض فرع دارمشتات موحد الأسرتين منذ التقسيم في 1567، ومن خلال حفيدته لويز هو جد العائلات الحاكمة في الدنمارك واليونان والنرويج وبلجيكا وإسبانيا والمملكة المتحدة ولوكسمبورغ.